# Focke-Wulf Nr. 261
Il Focke-Wulf Nr. 261 fu un bombardiere/ricognitore marittimo a lungo raggio/caccia pesante quadrimotore, monoplano ad ala alta sviluppato dall'azienda aeronautica tedesca Focke-Wulf-Flugzeugbau AG nei primi anni quaranta.
Caratterizzato da un'inconsueta impostazione che integrava una fusoliera convenzionale ad una doppia trave di coda non collegata al suo apice posteriore, configurazione utilizzata anche in un altro modello rimasto sul tavolo da disegno, il più piccolo Arado E.340, non riuscì a superare lo stadio progettuale preliminare.

## Utilizzatori
Germania
- Luftwaffe (previsto)